# St. Remigius (Heddesheim)

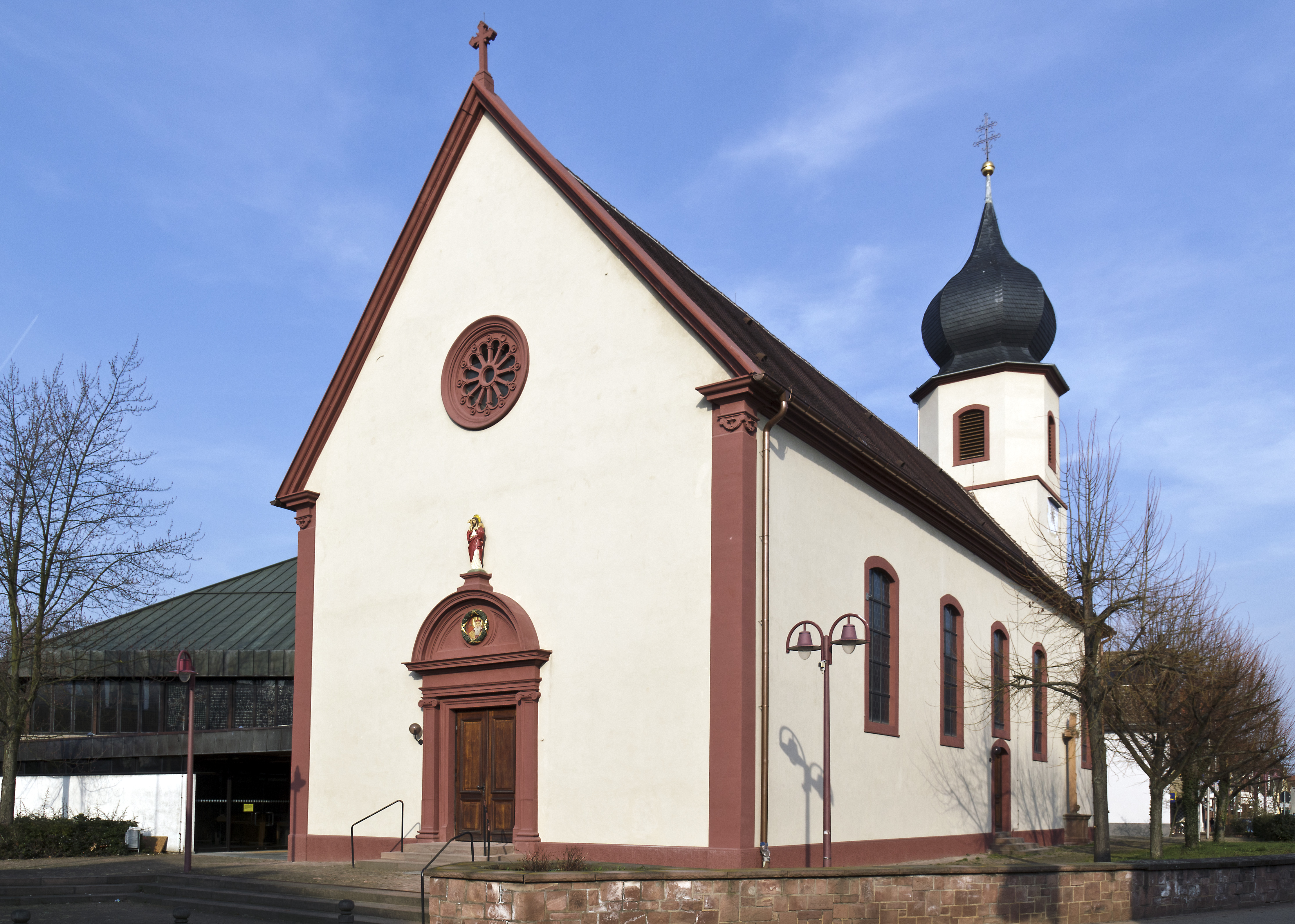
St.-Remigius-Kirche, links der Neubau

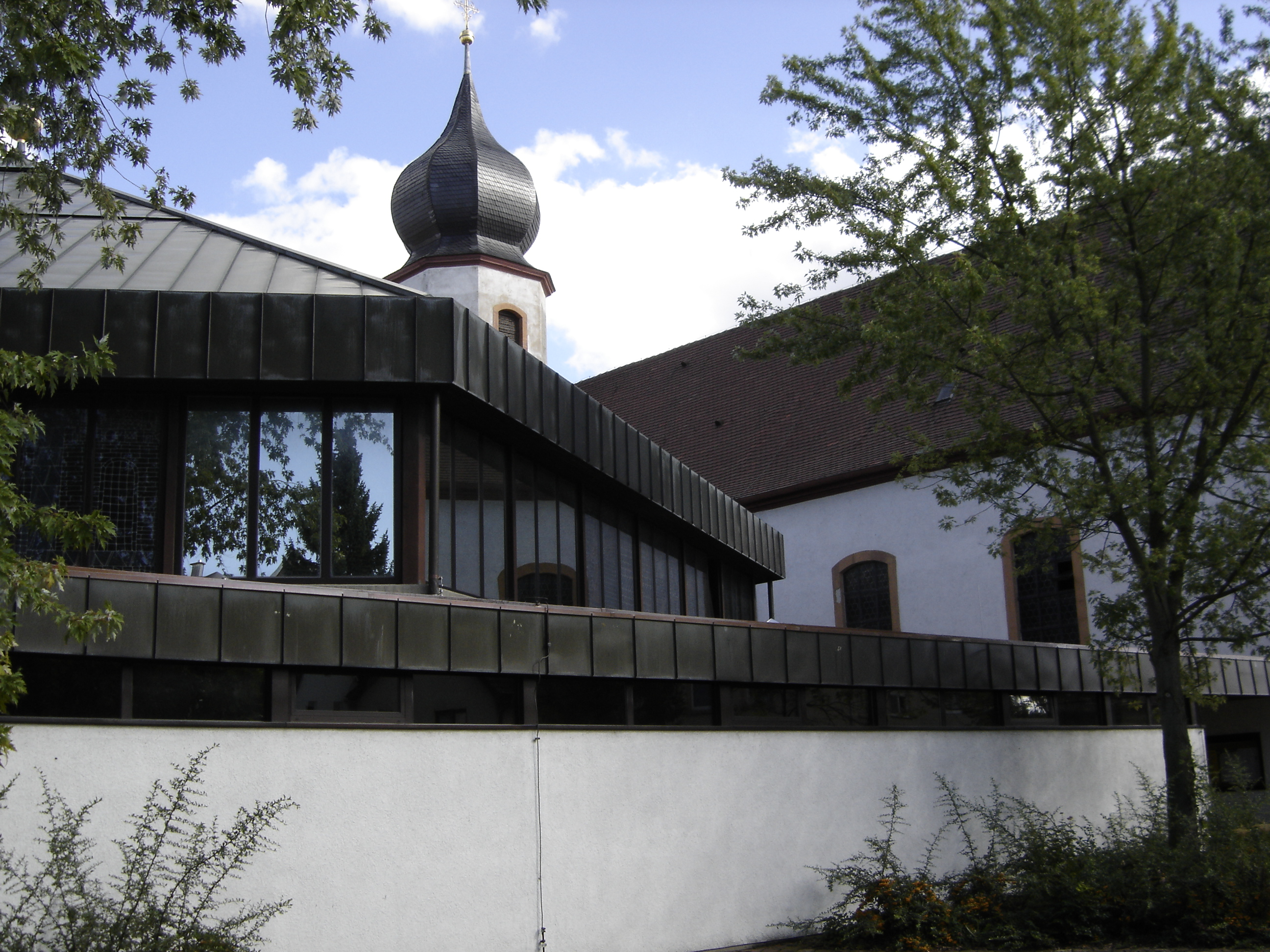
Ansicht von Nordwesten

Die St.-Remigius-Kirche ist eine katholische Kirche in Heddesheim im Rhein-Neckar-Kreis im Nordwesten Baden-Württembergs. Sie wurde im 18. Jahrhundert erbaut und erhielt im 20. Jahrhundert einen modernen Anbau.

## Geschichte
Eine Kirche in Heddesheim wurde erstmals im Jahr 1381 erwähnt. Das Wormser Synodale, ein Visitationsbericht der Pfarreien im Wormser Bistum, beschrieb 1494 erstmals das Patrozinium St. Remigius. Kurfürst Ottheinrich führte 1556 die Reformation in der Kurpfalz ein. Heddesheim machte nun alle Konfessionswechsel in der Pfalz mit, hauptsächlich zwischen Lutheranern und Reformierten, ehe die St.-Remigius-Kirche nach der pfälzischen Kirchenteilung 1707 den Katholiken zugeteilt wurde.
Nachdem die Kirche im Holländischen Krieg 1674 zerstört worden war, wurde zunächst ein Provisorium erstellt. 1758 wurde eine neue Kirche erbaut, 1793 das Langhaus verlängert. Um 1900 wurde eine Erweiterung der Kirche geplant, die aber nicht ausgeführt wurde. In den 1970er Jahren entwarf dann der Architekt Heinz Heß einen Anbau. Die St.-Remigius-Gemeinde und die Ladenburger St.-Gallus-Gemeinde schlossen sich 2005 zur Seelsorgeeinheit Ladenburg-Heddesheim zusammen. Sie gehört zum Dekanat Heidelberg-Weinheim im Erzbistum Freiburg.

## Beschreibung

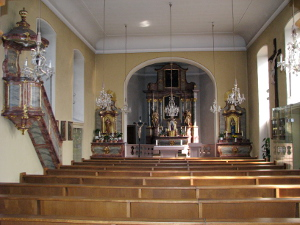
Innenraum der alten Remigiuskirche

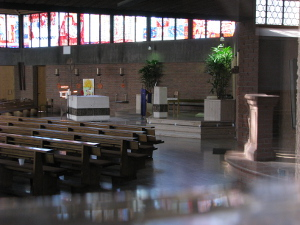
Innenraum des Anbaus

Die St.-Remigius-Kirche besteht aus zwei Kirchengebäuden. Der Neubau wurde nördlich an die alte Kirche angebaut. Glastüren verbinden die beiden Bauwerke. Während aus Platzgründen der Regelgottesdienst in der neuen Kirche stattfindet, wird der Altbau vor allem an Werktagen, aber auch für Hochzeiten genutzt.

### Alte Kirche
Die alte barocke Remigiuskirche besitzt ein Langhaus mit fünf Fensterachsen. Östlich des Chors ist der Kirchturm platziert. Er besitzt zwei Geschosse mit quadratischem Grundriss, denen die achtseitige Glockenstube folgt. Bedeckt ist der Turm mit einer Zwiebelhaube. Im Tympanon des Portals an der Westseite befindet sich eine Darstellung des Patrons St. Remigius, darüber eine Statue des Guten Hirten.
Der Aufbau des Hochaltars stammt von um 1880. Die beiden großen Figuren, links Johannes der Täufer, rechts der Evangelist Matthäus, wurden in der zweiten Hälfte des 18. Jahrhunderts geschaffen. Genauso alt sind die beiden Seitenaltäre und die marmorierte Kanzel. Die Orgel wurde 1932 von Otto Mönch erbaut. Das Instrument hat 18 Register auf zwei Manualen und Pedal. Eine kleine Orgel mit einem Manual aus der profanierten Kirche St. Johannes in Ladenburg steht hier zusätzlich seit 2017.

### Neue Kirche
Der Anbau wurde nach den Plänen von Heinz Heß an die straßenabgewandten Seite der alten Kirche gesetzt. Durch den Standort und die niedrige Höhe schmiegt er sich einerseits unauffällig an den Altbau, hebt sich aber andererseits durch die gewählte Architektur von diesem ab. Der Sakralraum hat die Form eines Sechsecks. Die Kirchenbänke sind radial auf den Altar ausgerichtet. Die Orgel wurde 1982 von Michael Weise gebaut. Sie hat 28 Register auf zwei Manualen und Pedal.